# ワット・プラパトムチェーディー
ワット・プラパトムチェーディーはタイのナコーンパトムにある仏教寺院。王室寺院の一つ。世界一高い仏塔、プラ・パトムチェーディーを抱えることで有名である。なお2005年には世界遺産の登録申請を出している。
寺院の中心的存在である、プラ・パトムチェーディーはおおよそ4世紀ごろおそらくモン族によって建てられたとされている。その後11世紀、この地を支配したクメール人によって改修が行われ、ラーマ4世の時代の改修を経て現在の形となった。現在、国内で最も重要な寺院の一つとして王室の保護を受けている。

## 概要

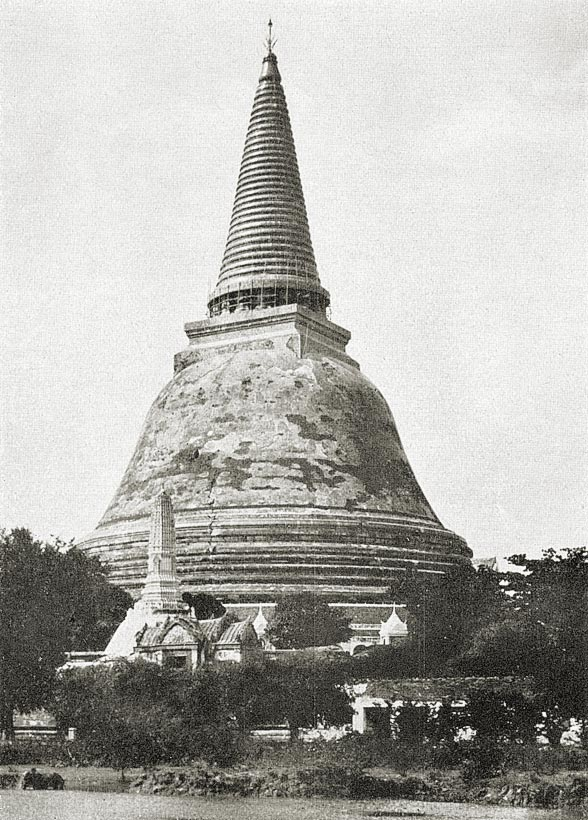
20世紀初期の様子。手前の小仏塔は修復される前の仏塔のレプリカ

プラ・パトムチェーディは120.45mの高さを持つ世界で最も高い仏塔である。アショーカ王の使節が派遣されたときに作られたとも言われるがこの説は疑問視されている。
地元の伝承では以下のごとくこの仏塔の起源を伝えているが、建設当時はタイ族の勢力がきわめて低かったため、このタイ族的民話は史実とはほど遠いと考えられている。
1. パヤー・コーンと言う王にパーンと言う息子ができた際、パヤー・コーンはブラフミン（バラモン僧）から「パーンは自分の親を殺す」と告げられ捨てたが、ヤーイ・ホームという婆が密かにこの捨て子を持ち去り育てた。一方で、パーンは成人すると圧制者であったパヤー・コーンを殺し、王位についた。後に殺した圧制者が自分の父だということを知ったパーンはヤーイ・ホームに責任をなすりつけて処刑したが、罪の意識にさいなまれる様になった。そこで、パーンが仏僧に相談すると「鳩の飛ぶ高さまで届く仏塔を建てて徳を積め」と言われたため、このプラ・パトムチェーディを建設した。

1. ナコーンルワンの王とナコーンパトムの王が父を殺し、母を性的に誘惑したが、罪の意識にさいなまれ、仏僧に相談すると「鳩の飛ぶ高さまで届く仏塔を建てて徳を積め」と言われたため、このプラ・パトムチェーディを建設した。

4世紀頃のドヴァーラヴァティー以前に建てられたというのが通説であるが、いつ誰がなんのために建てたのかわかっていない。ドヴァーラヴァティーをそれ以前にあったと考えられている神話的国家スワンナプーム王国と同一視しそれらの首都であるとした上で、王権強化や仏教保護のために建てたと考える説もある。
この仏塔に見られるような大きな経済力を有していたと考えられるナコーンパトムは最終的にビルマ人アノーヤター王によって壊滅させられたと考えられており、11世紀頃に進出してきたクメール人によってクメール様式の仏塔に改築された。写真の手前の小仏塔はチャクリー王朝期の改修・建築前のプラ・パトムチェーディーの様子を伝える、クメール様式のレプリカである。
時代は下ってラーマ2世の頃には、遊行僧が住み着くようになり、その後即位前のラーマ4世により、仏塔、遺跡、考古学的文物が発見され、ラーマ4世はこの仏塔に注目した。ラーマ4世は即位後即にこの仏塔の増築を開始したがその死から2年後の1853年に途方もない大きさで仏塔が完成した。しかし、大雨によってすぐに崩壊し1860年に修復、周辺に仏教施設を建設した。
1975年には9年の歳月を費やした仏塔の調査報告を受けて、そのダメージの大きさを知った政府は2500万バーツ近くの費用と、6年間の歳月を費やして修復作業を行った。